# Dubberly
Dubberly és una població dels Estats Units a l'estat de Louisiana. Segons el cens del 2000 tenia 290 habitants.

## Demografia
Segons el cens del 2000, Dubberly tenia 290 habitants, 120 habitatges, i 90 famílies. La densitat de població era de 28,5 habitants/km².
Dels 120 habitatges en un 26,7% hi vivien nens de menys de 18 anys, en un 67,5% hi vivien parelles casades, en un 7,5% dones solteres, i en un 24,2% no eren unitats familiars. En el 23,3% dels habitatges hi vivien persones soles el 12,5% de les quals corresponia a persones de 65 anys o més que vivien soles. El nombre mitjà de persones vivint en cada habitatge era de 2,42 i el nombre mitjà de persones que vivien en cada família era de 2,86.
Per edats la població es repartia de la següent manera: un 20,3% tenia menys de 18 anys, un 9% entre 18 i 24, un 23,1% entre 25 i 44, un 31,4% de 45 a 60 i un 16,2% 65 anys o més.
L'edat mediana era de 43 anys. Per cada 100 dones de 18 o més anys hi havia 87,8 homes.
La renda mediana per habitatge era de 40.417 $ i la renda mediana per família de 48.000 $. Els homes tenien una renda mediana de 26.985 $ mentre que les dones 30.333 $. La renda per capita de la població era de 18.284 $. Entorn del 4,4% de les famílies i el 8,4% de la població estaven per davall del llindar de pobresa.

## Poblacions més properes
El següent diagrama mostra les poblacions més properes.